# Liste von Puppenmuseen
Puppenmuseum nennt man ein Museum, das sich auf historische Spielzeug-Puppen spezialisiert. Die folgende Liste gibt einen unvollständigen Überblick zu Puppensammlungen in aller Welt, einschließlich bedeutender Bestände in allgemeineren Museen.
Eine speziellere Form ist das Puppenhausmuseum mit Fokus auf Puppenhäuser als solche. Sonderform ist das Puppentheatermuseum (Marionettenmuseum), das auf Theater-, nicht Spielzeugpuppen fokussiert.
Puppensammlungen finden sich oft auch in Spielzeugmuseen, teils auch in Volkskunde- respektive völkerkundlichen Museen oder in kunsthandwerklichen Sammlungen (Kunstgewerbe, angewandte Kunst) je nach Genre.

## Liste von Puppenmuseen (Auswahl)

### Deutschland
- Schlossmuseum, Arnstadt – mit Puppenstadt Mon plaisir
- Romanisches Haus (Bad Kösen) – mit einer Sammlung von Käthe-Kruse-Puppen
- Puppenmuseum Coesfeld (Coesfeld)[1]
- Käthe-Kruse-Puppen-Museum (Donauwörth)[2]
- Puppenmuseum Falkenstein (Hamburg)[3]
- Hessisches Puppenmuseum Hanau-Wilhelmsbad[4]
- Puppen- & Spielzeugmuseum (Nordrach)[5]
- Mitteldeutsches Eisenbahn- und Spielzeugmuseum in Quedlinburg[6]
- Puppen- und Spielzeugmuseum im Trinsenturm (Ratingen)[7]
- Puppenmuseum Rieden am Forggensee[8]
- Puppen- und Spielzeugmuseum (Rottweil)[9]
- Spielzeugmuseum Soltau in Soltau[10]
- Puppenmuseum „Kleine Welt“ (Staufen im Breisgau),[11] 2016 Umzug nach Heitersheim[12]
- Puppenmuseum Tecklenburg (Tecklenburg)[13]
- Museum Burg Wendelstein (Vacha)[14][15]
- Heimatmuseum Schloss Tenneberg (Waltershausen)[16]

Ehemalige Museen
- Puppenmuseum Dresden (Dresden, geschlossen)[17]
- Musikinstrumente- und Puppenmuseum (Goslar, Privatsammlung seit 2011 geschlossen)[18]
- Kindheits-Träume, Hamburg (Privatsammlung, Brian und Ursula Gottlieb, vermutlich geschlossen)[19][20]
- Jesteburger Puppenstube (Jesteburg, seit Dezember 2013 geschlossen)[21]
- Puppen Museums Cafe (Minden, vermutlich geschlossen)[22]
- Miniaturwelt Puppenmuseum (Hettingen, seit 2010 nicht mehr existent)[23]
- Puppenmuseum in Pobershau (Pobershau) (vermutlich geschlossen)
- Puppenmuseum Rudolstadt (Rudolstadt, seit 2018 geschlossen)[24]
- Kulturhistorisches Museum Stralsund – Puppenhaussammlung (Seit Februar 2014 nicht mehr für Publikum geöffnet)[25]

### Dänemark
- Titanias Palast in Schloss Egeskov, Insel Fünen[26]
- Puppensammlung im Puppenmuseum im Humlemagasinet, Harndrup, Westfünen[27]

### Irland
- Tara's Palace im Childhood Museum[28] bei Enniskerry – Puppenhaus dem Titanias Palast nachempfunden

### Italien
- Museum Gherdëina in St. Ulrich in Gröden, Südtirol – Auswahl von gedrechselten Holzpuppen

### Kanada
- The National Toy Museum of Canada in Victoria British Columbia[29]

### Österreich
- Puppen- und Spielzeugmuseum Baden (Baden)[30]
- Puppenhausmuseum Sankt Thomas am Blasenstein, im Mühlviertel in Oberösterreich[31]
- Puppen- und Spielzeugmuseum Wien (Wien)[32]
- Spielzeugmuseum Waldhof[33]

### Russland
- St. Petersburger Puppenmuseum, St. Petersburg[34]

### Schweiz
- Spielzeug Welten Museum Basel (ehemals Puppenhausmuseum Basel)[35]
- Puppenmuseum Hasle bei Burgdorf[36]
- Puppenhausmuseum Luzern[37]

### Slowenien
- Puppenmuseum Ljubljana
- Puppenmuseum Maribor

### Spanien
- Museo de Muñecas Antiguas, Palma, Mallorca.
- ARTlandya (Museo de Muñecas, Camino el Moleiro 21, Santa Bárbara, 38430 Icod de los Vinos),[38] Teneriffa
- Museo de Marín, Chiclana de la Frontera, Provinz Cádiz, Andalusien

### Tschechien
- Spielzeugmuseum Muzeum Hraček Praha s.r.o Prag[39]

### Vereinigte Staaten
- Arizona Doll & Toy Museum in Glendale, Arizona[40]
- Denver Museum of Miniatures, Dolls and Toys in Lakewood, Colorado[41]
- Nun Doll Museum in Indian River, Michigan (Nonnenfiguren und christliche Puppen aus aller Welt)[42]
- Philadelphia Doll Museum in Philadelphia (1988 eröffnete Sammlung farbiger Puppen [Black Dolls] 2020 geschlossen)[43]